# Winston Gerschtanowitz
Winston Ronald Gerschtanowitz (Amsterdam, 2 oktober 1976) is een Nederlands televisiepresentator en acteur.

## Biografie
Na het behalen van zijn havo-diploma op het Keizer Karel College in Amstelveen, werd Winston Gerschtanowitz bekend bij het grote publiek als Harm van Cloppenburg in de soap Goudkust. Met collega-acteurs Michiel de Zeeuw, Jim Geduld en Chris Zegers vormde hij enige tijd de boyband 4 Fun.
Later werkte Gerschtanowitz mee aan diverse televisieprogramma's, zoals het lifestyle-programma Wannahaves. In 2005 maakte hij de overstap naar de nieuwe zender Talpa. Daar presenteerde hij Thuis en In de huid van.... In het jaar 2007 was hij deelnemer aan de tweede serie van het RTL 4-programma Dancing on Ice. Gerschtanowitz volgde in juni 2008 Daphne Bunskoek op als hoofdpresentator van RTL Boulevard. In 2010 was hij te zien als copresentator bij The voice of Holland. Gerschtanowitz figureerde in diverse films waaronder Gay uit 2004. In 2011 presenteert hij Let's Get Married. Eind 2012 is hij de host van het eenmalige programma Your Face Sounds Familiar. In 2014 presenteert hij samen met Nicolette van Dam het programma Postcode Loterij: Beat The Crowd op RTL 4.
Winston Gerschtanowitz heeft een eigen bedrijf, Media Republic, dat multimediale televisieformats ontwikkelt. In die hoedanigheid produceerde en figureerde hij in formats als Jong Zuid (soapserie voor de mobiele telefoon) en 2GOTV (televisiezender voor de mobiele telefoon). Van 2015 tot 2016 was hij commercieel directeur van productiemaatschappij Talpa.
In 2017 stapt hij over van RTL 4 naar SBS6 om grote studioprogramma's te presenteren. Zijn eerste programma voor de zender was Wat vindt Nederland?
Sinds april 2024 is Gerschtanowitz vaste sidekick in het radioprogramma Keur in de Middag met Eddy Keur, op NPO Radio 2. Hij is om de week te horen. Wanneer hij er niet is zit Irene Moors naast Keur. 

## Privé
Gerschtanowitz is van Pools/Joodse komaf, zijn grootvader was medeoprichter van het Tuschinski-filmtheater in Amsterdam. Hij is sinds 9 juli 2011 getrouwd met Renate Verbaan. Het paar heeft twee zoontjes, geboren in 2008 en 2010. In zijn vrije tijd speelt hij graag golf. Hij heeft handicap 13.5. In 2009 speelde hij in de Pro-Am voor het KLM Open in het team van Peter Hedblom.

## Ophef rondom EarthToday
Op 22 april 2021 verscheen Gerschtanowitz in de talkshow Beau van Beau van Erven Dorens op RTL 4 om te vertellen over zijn project EarthToday, dat hij mede met vijf andere ondernemers heeft opgericht. Gerschtanowitz spiegelde EarthToday voor als een natuurbeschermingsorganisatie die ervoor wil zorgen dat de kwetsbare aarde beschermd wordt. Voor 1,20 euro per stuk kunnen mensen en bedrijven een certificaat kopen waarmee een stukje aarde van één vierkante meter door EarthToday in beheer wordt genomen en wordt beschermd. Van dat bedrag gaat 0,05 euro naar de Belastingdienst en 0,15 euro naar EarthToday zelf. Gerschtanowitz overtuigde de bekende oud-politicus Jan Terlouw om zijn naam aan het project te verbinden. Terlouw was ook aanwezig bij de aankondiging van Earth Today in Beau. Het optreden van Gerschtanowitz in Beau was een succes te noemen voor EarthToday: in het eerste jaar werden 1,7 miljoen vierkante meters verkocht. Ook grote bedrijven als supermarktketen Albert Heijn, uitzendbureau YoungCapital en goede doelen als Make-a-Wish en Voedselbanken verbonden zich aan het project. 
Een jaar later, op 12 april 2022, onthulde zakenblad Quote dat Gerschtanowitz en de vijf andere oprichters van EarthToday een groot winstoogmerk hebben. Gerschtanowitz en de overige founders hebben zelf miljarden certificaten van het bedrijf in bezit, iets waarover de organisatie tot dan toe niets bekend had gemaakt. De oprichters betaalden niet 1,20 euro per stuk voor een certificaat, maar 0,0003 euro. Op die manier hoopten de oprichters in totaal 3,6 miljard euro winst te verdelen, 600 miljoen euro per persoon. Dat doel zou behaald worden bij 3 miljard verkochte vierkante meters. 
Door de onthullingen van Quote raakten Gerschtanowitz en EarthToday in opspraak. Terlouw trok zich direct terug. "Dat is weggehouden van me, de mogelijkheid dat er mensen geld mee gaan verdienen", aldus de oud-D66-leider. "Dat lijkt me ook niet de bedoeling. Dat vind ik zorgelijk." Ook AlbertHeijn, YoungCapital, Make-a-Wish en Voedselbanken verbraken de banden.
De verkoop van certificaten stortte in. In de maand juni 2022 werden nog zo’n 12.000 vierkante meters verkocht door EarthToday.

## Werkzaamheden

### Presentatie
- Miljoenenjacht (2003-heden), co-presentator
- Gouden Televizier-Ring Gala - met Tooske Breugem (2004)
- AVRO's Sterrenjacht (2004)
- RTL Boulevard - vervanger (2004-2005, 2007-2008)
- Thuis (2005)
- In de huid van... (2005)
- 1 Miljoen Wat? (2006-2007)
- RTL Boulevard (2008-2017)
- Eén tegen 100 - eenmalige postcode Kanjer (2009)
- Ik kom bij je eten (2009)
- The Voice of Holland (2010-2013)
- Let's Get Married (2011)
- De Postcode Loterij Nieuwjaarsshow (2012)
- Your Face Sounds Familiar (2012)
- Miljoenenjacht (2013, 1 aflevering, vervanging voor Linda de Mol)[15]
- Postcode Loterij: Beat The Crowd (2014)
- Wat vindt Nederland? (2017)
- Mensenkennis (2017-2018)
- Circus Gerschtanowitz (2017)
- BankGiro Loterij The Wall (2018-2019)
- It Takes 2 (2019) met Gordon
- Nederland Geeft Licht (2019) (eenmalige uitzending) met Leonie Ter Braak
- Dancing on Ice (2019-2020), presentatieduo met Patty Brard
- 50/50 (2020-2023), vanaf seizoen 3 samen met Kim-Lian van der Meij[16]

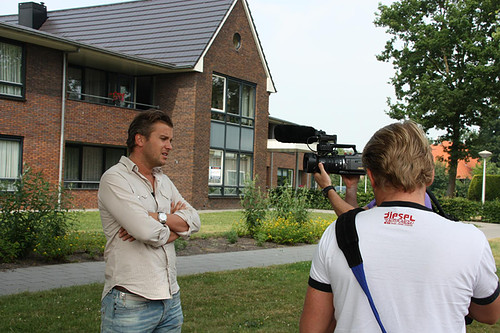
Winston Gerschtanowitz in 2010

- Marble Mania (2021-heden)[17]
- Ik neem je mee (2021)
- Shownieuws (2021, eenmalig)
- Car Wars (2021)
- De Dansmarathon (2021)
- Het beste antwoord (2022)
- Een plek onder de zon (2024)

### Deelnemer / gast
- Raymann is laat (2003)
- Barend & Van Dorp (2003)
- Goedemorgen Nederland (2004)
- Kopspijkers (2004)
- Spuiten en Slikken (2006)
- Dancing on Ice (2007)
- Shownieuws (2007)
- Jensen! (2007)
- Katja vs De Rest (2007)
- Ik hou van Holland (2008, 2009, 2010, 2013, 2015)
- Ranking the stars (2007)
- Laat ze maar lachen (2009)
- Carlo & Irene: Life4You (2009)
- Let's Dance (2009)
- Wat vindt Nederland? (2011)
- Pownews (2011)
- De Jongens tegen de Meisjes (2011)
- Zullen we een spelletje doen? (2016)
- Het perfecte plaatje (2016)
- De Kluis (2019)
- Lingo VIPS (2020)
- Make Up Your Mind (2022)
- The Masked Singer (2022)
- De Grote Muziekquiz (2023)
- 30 seconds (2024)
- Top 4000 Muziekquiz (2024)

### Acteur
- Goudkust - Harm van Cloppenburg (1996-2000)
- Goede tijden, slechte tijden - Laurent van Buuren (1997)
- Pittige tijden - Harm / Meta (1997-1998)
- Baantjer - Otto (1999)
- All Stars - Golfbal (2001)
- Shouf Shouf Habibi! - Daan (2004)
- Gooische Vrouwen - Zichzelf (2008)
- Zeg 'ns Aaa - Zichzelf (2009)
- De TV Kantine - Bud Bundy (2010)
- Gooische Vrouwen - Zichzelf (2011)
- Leve Boerenliefde - Zichzelf (2013)
- Dokter Deen - Zichzelf (2013)
- Divorce - Zichzelf (2014)

## Discografie

### Singles
| Single met eventuele hitnotering(en) in de Nederlandse Top 40 | Datum van verschijnen | Datum van binnenkomst | Hoogste positie | Aantal weken | Opmerkingen                                                                |
| ------------------------------------------------------------- | --------------------- | --------------------- | --------------- | ------------ | -------------------------------------------------------------------------- |
| Koningin van alle mensen                                      | 16-04-2013            | 27-04-2013            | 6               | 3            | als onderdeel van RTL Boulevard United / Nr. 1 in de Single Top 100 / Goud |

- MusicBrainz: 7f8249e0-4af6-47e6-8eda-bde126fbbfbf
- Nederlandse Thesaurus van Auteursnamen: 385973292
- Virtual International Authority File: 317165865
- WorldCat: E39PBJp6bxvwxWhkdV7P6jQKBP